# Zijwortel

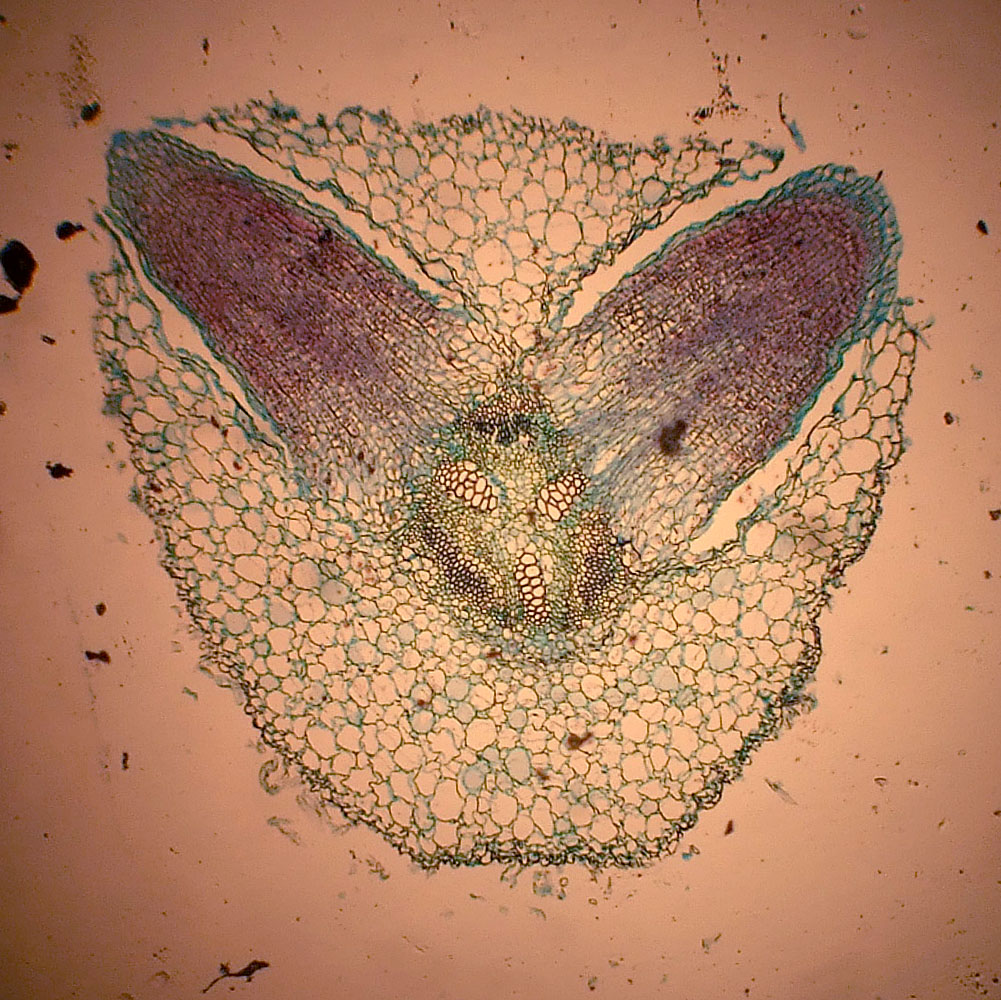
Zijwortelvorming bij erwt

Een zijwortel (ramus lateralis) wordt van binnenuit (endogeen) een wortel gevormd, voorbij de strekkingszone in gedeeltelijk of geheel gedifferentieerd wortelweefsel, dat op enige afstand van het topmeristeem ligt.
De cellen van de pericykel worden weer delingsvaardig en vormen een kegelvormig weefsel, het primordium van de zijwortel, dat bij verdere groei door de cortex dringt en een topmeristeem met wortelmutsje vormt.
De endodermis van de wortel waaruit de zijwortel gevormd wordt groeit mee en verbindt zich met de endodermis van de zijwortel. De vaatbundels van de zijwortel en de wortel waaruit de zijwortel groeit worden pas met elkaar verbonden als verbindende pericambium- en parenchymcellen differentiëren tot xyleem en floëem. De zijwortels staan in een aantal rijen overeenkomend met het aantal xyleemstralen van de centrale cilinder.
De jonge zijwortel groeit loodrecht weg van de wortel waaruit de zijwortel groeit en wordt pas later positief geotroop.
Oude wortels kunnen weer zijwortels gaan vormen vanuit het secundaire floëemparenchym.
Bij de vorming van zijwortels zijn vele factoren van belang. De vorming van zijwortels wordt sterk gecontroleerd door plantenhormonen, zoals auxine. Een verhoogde auxineconcentratie ontstaat bij de vorming van bladprimordia. Meer blad vraagt een uitgebreider wortelstelsel om de water- en nutriëntenhuishouding op peil te houden. Immers meer blad vraagt om meer stikstof en zorgt voor meer verdamping en voor de wortelvorming zijn in de bladeren gevormde koolhydraten nodig. 